# 本·馬丁
本·馬丁（英語：Ben Martin；1987年8月26日—）是一位美國高爾夫球運動員，參加PGA巡迴賽的賽事。在2014年10月19日，他獲得了自己的首個PGA巡迴賽賽事Shriners Hospitals for Children Open的冠軍。